# Josu Agirre
Josu Agirre Aseginolaza (Tolosa, 23 maggio 1981) è un ex ciclista su strada spagnolo, professionista dal 2006 al 2009.

## Carriera
Debutta tra i professionisti nel 2006 grazie al passaggio al team Orbea; durante l'anno si aggiudica una frazione alla Vuelta a la Comunidad de Madrid, gara del calendario Europe Tour. Nel 2008 si trasferisce all'Euskaltel-Euskadi, formazione ProTour con cui rimane per due anni, al termine dei quali non ottiene il rinnovo del contratto.

## Palmarès
- 2004 (Serbitzu-Kirolgi, dilettanti)

Memorial Cirilo Zunzarren
Trofeo Eusebio Velez
Altzoko Igoera - Subida a Altzo
2ª tappa Giro delle Valli Cuneesi
- 2006 (Orbea, una vittoria)

1ª tappa Vuelta a la Comunidad de Madrid

## Piazzamenti

### Grandi Giri
- Giro d'Italia

2008: 138º